# ألكوركون
ألكوركون هي مدينة تقع ضمن منطقة مدريد الحضرية، إسبانيا. بحلول عام 2010 كان عدد سكانها 168,229. وهي تابعة لمنطقة مدريد في وسط إسبانيا. وهي تقع على بعد 13 كم إلى الجنوب الغربي من مدريد.
يبدو موقع المدينة على أنه كان مأهول بالسكان منذ عصور ما قبل التاريخ. الاسم من أصل عربي، ولكن لا يعرف إلا القليل عن ألكوركون قبل حروب الاسترداد. لدى ألكوركون فريق كرة قدم تأسس عام 1971 ويلعب في دوري الدرجة الثانية.

## مدن متوأمة
- ماياري، كوبا
- نيخابا، إلسلفادور
- منطقة أنكون، بيرو

## أعلام
- ماريسا ميدينا
- أيتور رودريغيز
- بابلو فيلا
- خيمي اسونسو دي لا فوينتي
- أليكس بيريز

## وصلات خارجية
- الموقع الرسمي